# Ilarie Hinoveanu
Ilarie Hinoveanu (n. 27 septembrie 1934, Vânjuleț, Mehedinți, România – d. 24 octombrie 2013, Craiova, România) a fost un poet și jurnalist cultural român.

## Biografie
S-a născut în satul Vânjuleț în familia țăranului Constantin Hinoveanu și a soției lui, Anica (n. Buzatu). A urmat școala elementară în satul natal (1941-1948), Liceul „Traian” din Turnu Severin (1948-1952) și apoi Facultatea de Mecanică a Institutului Politehnic din București (1952-1957), obținând calificarea de inginer. După absolvirea facultății a lucrat ca inginer la Direcția Generală a Presei și Tipăriturilor din București (1957-1959), apoi la Centrul de Metrologie din Craiova (1959-1962) și la Uzina Constructoare de Mașini Agricole din Craiova (1962-1964).
În 1964 a intrat în presa literară craioveană, fiind angajat la revista Ramuri mai întâi ca secretar general de redacție (1964-1968) și apoi ca redactor-șef adjunct (1968-1972). A fost unul dintre fondatorii Filialei Craiova a Uniunii Scriitorilor din România, activând ca secretar al acestei asociații profesionale (1965-1973). A îndeplinit apoi funcțiile de director al Editurii Scrisul Românesc (1972-1990) și redactor-șef al Editurii Literatorul din Craiova (1990), prin intermediul cărora a contribuit la popularizarea scriitorilor olteni. A fost membru fondator al Ligii Culturale Oltene și al Fundației „Scrisul Românesc”, membru în redacțiile revistelor Meridian, Mozaikul și Lamura și secretar general de redacție la revista Mozaicul din Craiova (1998-2001).
A murit la 23 octombrie 2013, la Craiova, și a fost înmormântat în Cimitirul „Sineasca” din Craiova.

## Activitatea literară
Ilarie Hinoveanu s-a făcut cunoscut ca poet, debutând în revista literară bucureșteană Luceafărul în 1958 cu un ciclu de poezii despre Oltenia. A colaborat, de asemenea, la revistele România literară, Flacăra, Familia, Tribuna, Argeș, Convorbiri literare, Caligraf etc. Debutul editorial a avut loc în 1960 cu volumul de versuri Cântec tânăr (1960). A publicat apoi cărți de poezii (Vânt de vis, 1977; Călăreț stingher, 1984; Constelații de lut, 1984; Bolta cuvintelor, 1994; Vise rebele, 1999; Terori sfidate,
2003), o carte de interviuri (Convorbiri cu…, 1974) și cărți de eseuri (Comoara de la Ostroveni și „brâncușii” Craiovei, 2002; Din lumea umbrelor, 2003) etc.
Dacă poeziile din primul său volum cultivă nostalgia locurilor natale, patriotismul și optimismul, versurile sale din volumele următoare au o structură mai tehnică și un ritm melodios. Criticul Alexandru Piru scria că „versurile sale sunt sever elaborate, conceptuale sau controlat sentimentale, cu un timbru ușor recognoscibil”.
A primit premiul Fundației „Scrisul Românesc”, premiul Uniunii Scriitorilor Români, filiala Craiova (1977; 1984) și premiul „Marin Sorescu” al Academiei Române (2003). I s-a conferit în decembrie 2004 Medalia Meritul Cultural clasa a III-a, Categoria A - „Literatura” „pentru contribuțiile deosebite în activitatea artistică și culturală din țara noastră, pentru promovarea civilizației și istoriei românești”.

## Opera
- Cântec tânăr, Casa Regională a Creației Populare, Craiova, 1960;
- Cocorul din unghi, Ed. pentru literatură, București, 1967;
- Convorbiri cu…, interviuri cu Ștefan Aug. Doinaș, Tudor Gheorghe, Ion Grecea, Elena Iordache-Streinu, Ion Sofia Manolescu, Mihnea Gheorghe, R. Munteanu, V.G. Paleolog, Adrian Păunescu, Amza Pellea, Ilie Purcaru, D.R. Popescu, Marin Sorescu etc., Ed. Scrisul Românesc, Craiova, 1974;
- Vânt de vis, Ed. Scrisul Românesc, Craiova, 1977;
- Călăreț stingher, Ed. Cartea Românească, București, 1984;
- Constelații de lut, Ed. Eminescu, București, 1987;
- Bolta cuvintelor, versuri, Ed. Scrisul Românesc, Craiova, 1994;
- Vise rebele, versuri, Craiova, 1999;
- Comoara de la Ostroveni și „brâncușii” Craiovei, eseuri, Ed. Aius, Craiova, 2002;
- Terori sfidate, versuri, pref. de C. M. Popa, Craiova, 2003;
- Din lumea umbrelor, eseuri, Ed. Scrisul Românesc, Craiova, 2003;
- Ștefan Odobleja – între „aventura științifică” și patimile glorificării, Ed. Scrisul Românesc, Craiova, 2003;
- Marin Sorescu, laserul vagului, 2004;
- Vămile rostirii, pref. de Mircea Tomuș, Ed. MJM, Craiova, 2004;
- V.G. Paleolog, legământul cu demiurgul, Ed. Alma, Craiova, 2005;
- Marin Sorescu, triumfător la judecata de apoi, 2006;
- Lespezi de comori de la nemuritori, 2008;
- Cugetători, exegeți și creatori iluștri, 2011;
- Tiparnițe craiovene sub dictaturi, 2012.